# Abborrtjärnen (Malingsbo socken, Dalarna, 664491-147261)
Abborrtjärnen är en sjö i Lindesbergs kommun och Smedjebackens kommun i Dalarna och ingår i Norrströms huvudavrinningsområde. Sjön är mer än 9 meter djup, har en yta på 0,0965 kvadratkilometer och är belägen 275 meter över havet.

## Delavrinningsområde
Abborrtjärnen ingår i det delavrinningsområde (664510-147373) som SMHI kallar för Utloppet av Stora Djurlången. Medelhöjden är 274 meter över havet och ytan är 29,95 kvadratkilometer. Det finns inga avrinningsområden uppströms utan avrinningsområdet är högsta punkten. Djurlångsån som avvattnar avrinningsområdet har biflödesordning 4, vilket innebär att vattnet flödar genom totalt 4 vattendrag innan det når havet efter 232 kilometer. Avrinningsområdet består mestadels av skog (83 procent). Avrinningsområdet har 2,12 kvadratkilometer vattenytor vilket ger det en sjöprocent på 7,1 procent.